# ایمسدلتا
ایمسدلتا (به هلندی: Eemsdelta) یک منطقهٔ مسکونی در هلند است که در خرونینگن واقع شده‌است. ایمسدلتا ۳۶۴ کیلومتر مربع مساحت دارد.